# Малверн Парк Оукс (Њујорк)
Малверн Парк Оукс (енгл. Malverne Park Oaks) насељено је место без административног статуса у америчкој савезној држави Њујорк.

## Демографија
По попису из 2010. године број становника је 505, што је 35 (7,4%) становника више него 2000. године.
| Група             | 2000.       | 2010.       |
| Белци             | 398 (84,7%) | 404 (80,0%) |
| Афроамериканци    | 17 (3,6%)   | 29 (5,7%)   |
| Азијати           | 20 (4,3%)   | 19 (3,8%)   |
| Хиспаноамериканци | 35 (7,4%)   | 44 (8,7%)   |
| Укупно            | 470         | 505         |